# ستانيسلاف خان
ستانيسلاف خان (بالروسية: Хан, Станислав Эдуардович)‏ (1 يوليو 1987 - ) هو لاعب كرة قدم روسي في مركز الوسط. لعب مع نادي دينامو الداغستاني وسوكول ساراتوف ‏ وFC TSK Simferopol ‏ وFC Chernomorets Novorossiysk ‏ وسبارتك كوستروما ‏ وFC Dynamo Kirov ‏ وFC Mashuk-KMV Pyatigorsk ‏ وFC Vologda ‏ وطوربيدو أرمافير ‏ وFC Zenit Penza ‏ وDinaburg FC ‏.

## وصلات خارجية
- ستانيسلاف خان على موقع قاعدة بيانات كرة القدم.إي يو (الإنجليزية)